# 内田和浩
内田 和浩（うちだ かずひろ、1962年 - ）は、日本のフリーライター、編集者。
神奈川県横浜市出身。神奈川県立松陽高等学校、早稲田大学第一文学部卒業。新人物往来社、雄山閣勤務を経て、2002年よりフリーライター、編集者。1995年「シルクロードのペンフレンド」でJTB旅行記賞佳作受賞。
旅行記や仏教芸術に関する著書を多数書いている。
| スタブアイコン | サブスタブ | この項目は、まだ閲覧者の調べものの参照としては役立たない、人物に関連した書きかけの項目です。この項目を加筆・訂正などしてくださる協力者を求めています（P:人物伝/PJ:人物伝）。 |